# Detroit Grand Prix 2022
Der Detroit Grand Prix (offiziell Chevrolet Detroit Grand Prix) auf dem Raceway at Belle Isle fand am 5. Juni 2022 statt und ging über eine Distanz von 70 Runden à 3,782 km. Es war der siebte Lauf zur IndyCar Series 2022.

## Bericht
Will Power (Team Penske) startete von der 16. Position und gewann das Rennen auf der Belle Isle bei Detroit. Am Start war erst der auf der Pole Position gestartete Josef Newgarden (Team Penske), vor Simon Pagenaud (Meyer Shank Racing) in Führung gegangen. Newgarden musste bereits nach zehn Runden mit den weichen Reifen an die Box fahren zum Wechsel. Power, mit den harten Reifen gestartet, war zu diesem Zeitpunkt bereits auf den fünften Rang nach vorne gefahren. In der 14. Runde war Power bereits hinter Newgarden, überholte diesen und ging in Führung. Alexander Rossi (Andretti Autosport) wendete eine Dreistoppstrategie an, im Gegensatz zu Power. Dies zahlte sich aus und am Schluss hätte es beinahe zum Sieg gereicht. Nur gerade eine Sekunde trennten die beiden Kontrahenten im Ziel. Mit einer unauffälligen Fahrt belegte Scott Dixon (Chip Ganassi Racing) den dritten Platz und dahinter folgte Newgarden. Powert löste nach dem Detroit Grand Prix Marcus Ericsson (Chip Ganassi Racing) in der Meisterschaftstabelle auf dem ersten Rang ab und führte mit drei Punkten Vorsprung. Dieses Rennen war der Abschied der IndyCar-Serie auf der Belle Isle. Nach 30 Jahren will man 2023 auf ein neues Streckenlayout in der Innerstadt von Detroit wechseln.

## Klassifikationen

### Qualifying / Start
| Pos | Nr | Fahrer              | Team                                 | Motor     | Start |
| --- | -- | ------------------- | ------------------------------------ | --------- | ----- |
| 1   | 2  | Josef Newgarden     | Team Penske                          | Chevrolet | 1     |
| 2   | 51 | Takuma Satō         | Dale Coyne Racing / Rick Ware Racing | Honda     | 2     |
| 3   | 60 | Simon Pagenaud      | Meyer Shank Racing                   | Honda     | 3     |
| 4   | 06 | Hélio Castroneves   | Meyer Shank Racing                   | Honda     | 4     |
| 5   | 5  | Patricio O’Ward     | Arrow McLaren SP                     | Chevrolet | 5     |
| 6   | 18 | David Malukas       | Dale Coyne Racing / HMD Motorsports  | Honda     | 6     |
| 7   | 26 | Colton Herta        | Andretti Autosport / Curb-Agajanian  | Honda     | 7     |
| 8   | 8  | Marcus Ericsson     | Chip Ganassi Racing                  | Honda     | 8     |
| 9   | 9  | Scott Dixon         | Chip Ganassi Racing                  | Honda     | 9     |
| 10  | 3  | Scott McLaughlin    | Team Penske                          | Chevrolet | 10    |
| 11  | 27 | Alexander Rossi     | Andretti Autosport                   | Honda     | 11    |
| 12  | 28 | Romain Grosjean     | Andretti Autosport                   | Honda     | 12    |
| 13  | 20 | Conor Daly          | Ed Carpenter Racing                  | Chevrolet | 13    |
| 14  | 21 | Rinus VeeKay        | Ed Carpenter Racing                  | Chevrolet | 14    |
| 15  | 14 | Kyle Kirkwood       | A. J. Foyt Enterprises               | Chevrolet | 15    |
| 16  | 12 | Will Power          | Team Penske                          | Chevrolet | 16    |
| 17  | 77 | Santino Ferrucci    | Juncos Hollinger Racing              | Chevrolet | 17    |
| 18  | 10 | Álex Palou          | Chip Ganassi Racing                  | Honda     | 18    |
| 19  | 30 | Christian Lundgaard | Rahal Letterman Lanigan Racing       | Honda     | 19    |
| 20  | 45 | Jack Harvey         | Rahal Letterman Lanigan Racing       | Honda     | 20    |
| 21  | 29 | Devlin DeFrancesco  | Andretti Steinbrenner Autosport      | Honda     | 21    |
| 22  | 48 | Jimmie Johnson      | Chip Ganassi Racing                  | Honda     | 22    |
| 23  | 15 | Graham Rahal        | Rahal Letterman Lanigan Racing       | Honda     | 23    |
| 24  | 11 | Tatiana Calderón    | A. J. Foyt Enterprises               | Chevrolet | 24    |
| 25  | 7  | Felix Rosenqvist    | Arrow McLaren SP                     | Chevrolet | 25    |
| 26  | 4  | Dalton Kellett      | A. J. Foyt Enterprises               | Chevrolet | 26    |

### Endergebnis
| Pos | Nr | Fahrer                  | Team                                 | Motor     | Runden | Zeit/Rückstand | Boxenstopps | Startplatz | Führungsrunden | Punkte |
| --- | -- | ----------------------- | ------------------------------------ | --------- | ------ | -------------- | ----------- | ---------- | -------------- | ------ |
| 1   | 12 | Will Power              | Team Penske                          | Chevrolet | 70     | 1:32:08.8183   | 2           | 16         | 55             | 53     |
| 2   | 27 | Alexander Rossi         | Andretti Autosport                   | Honda     | 70     | 1.0027         | 3           | 11         |                | 40     |
| 3   | 9  | Scott Dixon             | Chip Ganassi Racing                  | Honda     | 70     | 7.1239         | 2           | 9          | 1              | 36     |
| 4   | 2  | Josef Newgarden         | Team Penske                          | Chevrolet | 70     | 10.6716        | 2           | 1          | 13             | 34     |
| 5   | 5  | Patricio O’Ward         | Arrow McLaren SP                     | Chevrolet | 70     | 11.2348        | 2           | 5          |                | 30     |
| 6   | 10 | Alex Palou              | Chip Ganassi Racing                  | Honda     | 70     | 14.9056        | 2           | 18         | 1              | 29     |
| 7   | 8  | Marcus Ericsson         | Chip Ganassi Racing                  | Honda     | 70     | 40.8996        | 2           | 8          |                | 26     |
| 8   | 26 | Colton Herta            | Andretti Autosport / Curb-Agajanian  | Honda     | 70     | 41.1286        | 2           | 7          |                | 24     |
| 9   | 60 | Simon Pagenaud          | Meyer Shank Racing                   | Honda     | 70     | 41.2942        | 2           | 3          |                | 22     |
| 10  | 7  | Felix Rosenqvist        | Arrow McLaren SP                     | Chevrolet | 70     | 42.8774        | 3           | 25         |                | 20     |
| 11  | 18 | David Malukas (R)       | Dale Coyne Racing / HMD Motorsports  | Honda     | 70     | 45.8916        | 3           | 6          |                | 19     |
| 12  | 20 | Conor Daly              | Ed Carpenter Racing                  | Chevrolet | 70     | 51.1769        | 3           | 13         |                | 18     |
| 13  | 51 | Takuma Satō             | Dale Coyne Racing / Rick Ware Racing | Honda     | 70     | 52.2162        | 3           | 2          |                | 17     |
| 14  | 30 | Christian Lundgaard (R) | Rahal Letterman Lanigan Racing       | Honda     | 70     | 1:12.7763      | 3           | 19         |                | 16     |
| 15  | 45 | Jack Harvey             | Rahal Letterman Lanigan Racing       | Honda     | 70     | 1:28.2411      | 3           | 20         |                | 15     |
| 16  | 21 | Rinus VeeKay            | Ed Carpenter Racing                  | Chevrolet | 69     | Unfall         | 3           | 14         |                | 14     |
| 17  | 28 | Romain Grosjean         | Andretti Autosport                   | Honda     | 69     | 1 Rd.          | 3           | 12         |                | 13     |
| 18  | 29 | Devlin DeFrancesco (R)  | Andretti Steinbrenner Autosport      | Honda     | 69     | 1 Rd.          | 2           | 21         |                | 12     |
| 19  | 3  | Scott McLaughlin        | Team Penske                          | Chevrolet | 69     | 1 Rd.          | 2           | 10         |                | 11     |
| 20  | 4  | Dalton Kellett          | A. J. Foyt Enterprises               | Chevrolet | 69     | 1 Rd.          | 2           | 26         |                | 10     |
| 21  | 77 | Santino Ferrucci        | Juncos Hollinger Racing              | Chevrolet | 68     | 2 Rd.          | 3           | 17         |                | 9      |
| 22  | 48 | Jimmie Johnson          | Chip Ganassi Racing                  | Honda     | 68     | 2 Rd.          | 3           | 22         |                | 8      |
| 23  | 11 | Tatiana Calderón (R)    | A. J. Foyt Enterprises               | Chevrolet | 68     | 2 Rd.          | 2           | 24         |                | 7      |
| 24  | 14 | Kyle Kirkwood (R)       | A. J. Foyt Enterprises               | Chevrolet | 49     | Unfall         | 2           | 15         |                | 6      |
| 25  | 06 | Hélio Castroneves       | Meyer Shank Racing                   | Honda     | 21     | Elektrik       | 1           | 4          |                | 5      |
| 26  | 15 | Graham Rahal            | Rahal Letterman Lanigan Racing       | Honda     | 2      | Unfall         |             | 23         |                | 5      |

(R)=Rookie / 1 Gelbphase für insgesamt 1 Rd.